# Институт промышленного менеджмента, экономики и торговли
Институт промышленного менеджмента, экономики и торговли — учебное заведение в составе Санкт-Петербургского политехнического университета Петра Великого, основанное в 2016 году на основе нескольких кафедр Политехнического университета и присоединённого к нему Санкт-Петербургского государственного торгово-экономического университета.

## История
27 октября 1897 года министр финансов Российской Империи и Королевства Польского граф Витте утвердил Устав «Частных Санкт-Петербургских счетоводных курсов», руководителем которых стал М. В. Побединский. Курсы предоставляли пятимесячное обучение на двух отделениях: общебухгалтерского и специального, где главное внимание уделялось изучению счетоводства в банках и на промышленных предприятиях.
В 1899 году основан Императорский Санкт-Петербургский политехнический институт, который имел экономическое отделение, образцом для которого служили германские камеральные факультеты. Первый декана экономического отделения Александр Сергеевич Постников для ознакомления с методикой высшего коммерческого образования специально ездил в 1900 году по Западной Европе.
В апреле 1904 года счетоводные курсы Побединского были реорганизованы в «Частные Санкт-Петербургские Коммерческие курсы». Срок обучения был увеличен с 5 месяцев до 2 лет, были введены новые предметы: общее законоведение, торговое, вексельное, морское право, коммерческая география, история торговли и товароведение. Факультативно преподавались статистика, торговые трактаты, железнодорожное право, устройство и деятельность нотариата в России. Лекции читали профессора и преподаватели Петербургского университета, Политехнического института, Технологического института, Училища правоведения, Военно-юридической и Николаевской морской академий, Демидовского юридического лицея.
В 1906 году коммерческие курсы приобрели статус высшего учебного заведения под названием «Высшие коммерческие курсы М. В. Побединского» Появился курс экономической теории, где давали представление о капитале и его видах, о производстве, конкуренции, свободе труда, заработной платы, правах рабочих, страхование рабочих, влиянии географической среды, значении собственности на землю, земельной ренты, предпринимательской прибыли, призрение бедных и благотворительность.
В 1917 году Высшие коммерческие курсы были преобразованы в Торгово-промышленный институт М. В. Побединского, который в 1919 году вошёл в состав Института народного хозяйства им. Ф. Энгельса.
В 1930 году Наркомпрос объединил институт с торговыми отделениями экономического факультета Ленинградского политехнического института в Институт обмена и распределения, который в 1932 году получил название «Ленинградского института советской торговли имени Ф. Энгельса» (ЛИСТ).
В 1980 году институт был награждён орденом Трудового Красного Знамени.
В 1992 году ЛИСТ был переименован в «Санкт-Петербургский государственный торгово-экономический институт» (СПбТЭИ).
Приказом Минобрнауки от 24 мая 2012 год № 438 вуз переименован в федеральное государственное бюджетное образовательное учреждение высшего профессионального образования «Санкт-Петербургский государственный торгово-экономический университет».
Приказом Минобрнауки России от 1 апреля 2015 года № 342 Санкт-Петербургский государственный торгово-экономический университет реорганизован путём присоединения к Санкт-Петербургскому политехническому университету Петра Великого в качестве структурного подразделения.
Во исполнение приказа Минобрнауки России, с 25 декабря 2015 года в СПбПУ создано новое структурное подразделение — Торгово-экономический университет.
В марте 2016 года «Торгово-экономический университет» был присоединен к «Инженерно-экономическому институту», новое подразделение получило название «Институт промышленного менеджмента, экономики и торговли». Подготовка осуществляется по направлениям «Экономика», «Менеджмент», «Бизнес-информатика», «Сервис», «Торговля» и другим.
7 октября 2020 года состоялось открытие 10 новых аудиторий.

## Здание
С 1930 по 1977 год ЛИСТ им. Ф. Энгельса располагался по адресам: Кузнечный переулок, дом 9, 5—7 этажи (дом М. А. Лохвицкой-Скалон; 1912—1914, арх. Н. М. Проскурин, Л. И. Катонин, ныне — Санкт-Петербургский государственный экономический университет); с 1930 по 1976 г. Думская улица, дом 1-3, 3-4 этажи в здании Городской Думы; с 1964 г. по настоящее время — Новороссийская улица, дом 48 (технологический факультет). В 1976 году было введено в эксплуатацию новое здание института по адресу: Новороссийская улица, дом 50.
Общежития ЛИСТ располагались по адресам: Ленинград, 8ая Советская улица, дом 54. И на улице Красной.

## Ректоры
- 1930—1945 — М. А. Иванов
- 1945—1953 — А. Г. Борисов
- 1953—1974 — А. И. Абатуров
- 1974—1986 — К. С. Коровин
- 1986—2009 — В. А. Гуляев
- 2009—2016 — Н. В. Панкова (как исполняющая обязанности: в 2009 г. и в период с августа 2015 г. по январь 2016 г.)

## Статистика
Согласно исследованиям центра рекрутингового портала SuperJob.ru, 50-65 % выпускников СПбГТЭУ находят работу по специальности.

## Высшие школы и направления
- Высшая инженерно-экономическая школа
- Высшая школа производственного менеджмента
- Высшая школа сервиса и торговли
- Высшая школа бизнес-инжиниринга
- Высшая школа административного управления
- Кафедра экономической теории
- Научно-исследовательская лаборатория «Системная динамика»
- Дирекция образовательных программ
- Центр дополнительного образования